# 厚真ダム
厚真ダム（あづまダム）は、北海道胆振総合振興局勇払郡厚真町にある厚真川水系二級河川厚真川の上流部に築造された灌漑用水供給専用のダムである。

## 仕様
厚真町土地改良区が取水施設管理を行う灌漑用水施設で堤高：38.2m、堤頂長：222.0mのロックフィルダム（中心遮水ゾーン型フィルダム）である。

## 目的
有効貯水容量：9,523,000m3の灌漑用水は、厚真町内の水田地帯：2,990haで利水される。

## 厚真ダム貯水池
総貯水容量：10,080,000m3、常時満水位標高：EL 124.7m、利用水深：20.0mの人造湖である。

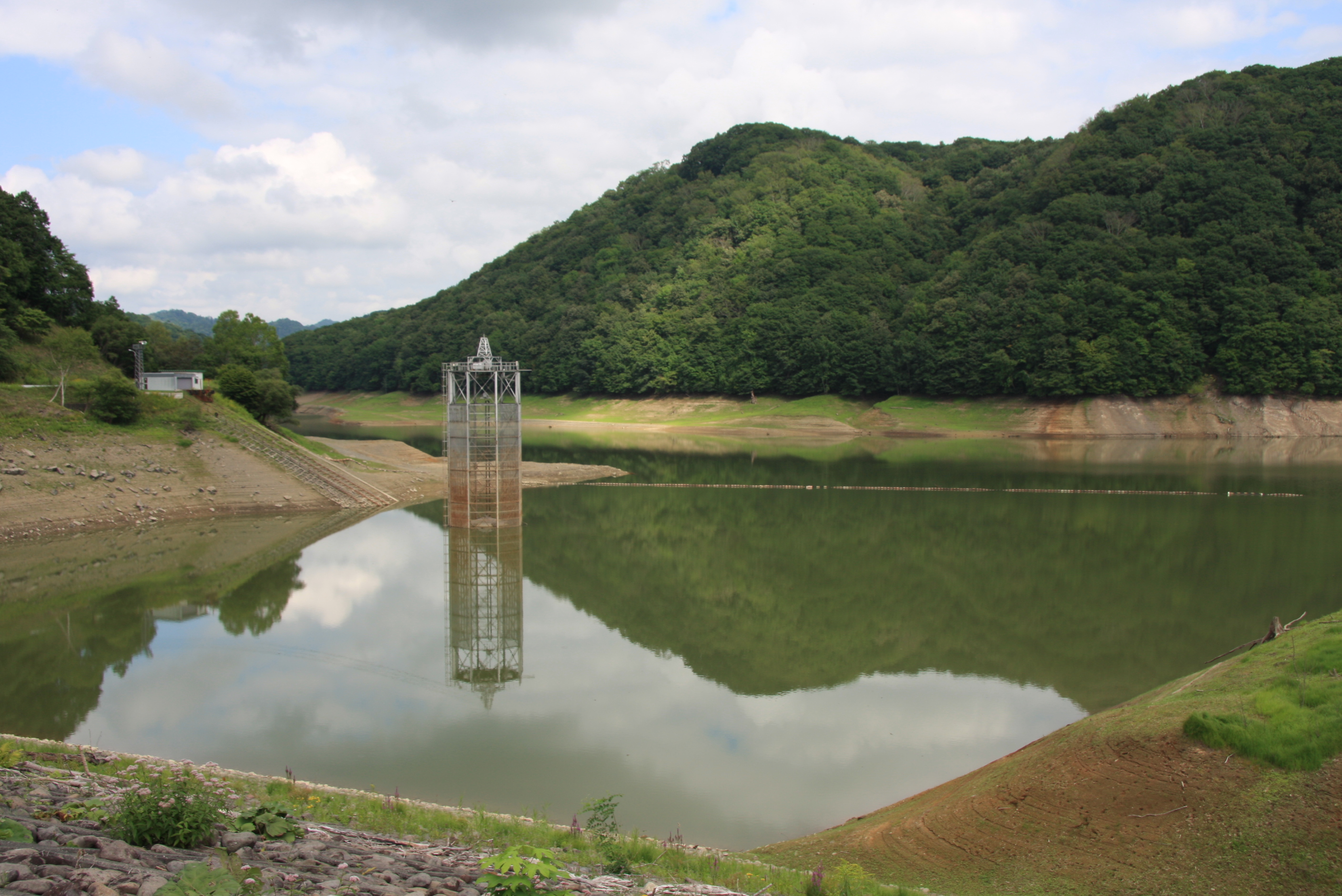
厚真ダム貯水池（人造湖）

## 周辺
- 佐主岳 - 源頭付近にある支流の水源
- 厚幌ダム - 下流に建設された台形CSGダム